# Repêchage d'expansion de la LNH 2017
Ne pas confondre avec le repêchage d'entrée dans la LNH 2017.
2000 2021
Le repêchage d'expansion de la LNH de 2017 est le premier repêchage d'expansion de la LNH depuis 2000 quand celle-ci a vu l'arrivée de deux nouvelles franchises, le Wild du Minnesota et les Blue Jackets de Columbus. Il est organisé le 21 juin 2017 pour constituer l'équipe des Golden Knights de Vegas, acceptée dans la LNH en 2016.

## Règlement
Le 22 juin 2016, la LNH dévoile le règlement qui délimite le repêchage d'expansion. Les Golden Knights doivent ainsi choisir un joueur parmi les 30 équipes existantes de la ligue, mais au minimum 1 gardien, 9 défenseurs et 14 attaquants. La liste doit compter au moins 20 joueurs sous contrat pour la saison 2017-2018. La masse salariale de l'équipe complète devra en outre se situer entre 60 et 100 % de la valeur de plafond salarial de la saison 2016-2017, soit entre 43,8 millions et 73 millions de dollars. De plus, Las Vegas ne pourra pas racheter le contrat d'un joueur repêché la première saison.
La liste retenue par Las Vegas est remise à la ligue le 21 juin 2017, à 10h00 (heure de l'Est) au plus tard. Le soir même, la LNH rend le cadre des 30 joueurs repêchés publique.
| Date         | Evénement |
| ------------ | --- |
| 12 juin 2017 | Date limite fixées aux franchises pour demander à un joueur de lever sa clause de non-mouvement |
| 15 juin 2017 | Début de la période des rachats de contrats ; date limite fixée aux franchises pour demander à un joueur de lever sa clause de non-mouvement si elle veut placer celui-ci au ballottage en vue de racheter son contrat |
| 16 juin 2017 | Date limite fixée aux franchises pour assigner un joueur au ballottage ; aux joueurs pour accepter de lever leur clause de non-mouvement |
| 17 juin 2017 | Date limite fixée aux franchises pour soumettre à la LNH leur liste des joueurs qu'elles souhaitent protéger |
| 18 juin 2017 | Annonce par la ligue des listes des joueurs après son officialisation ; ouverture de la période des entretiens avec les agents libres avec/sans restriction (UFA/RFA) (seulement pour les Golden Knights et pour les joueurs disponibles lors du Repêchage d'expansion)                                                               |
| 21 juin 2017 | Date limite fixée aux Golden Knights pour soumettre la liste de ses 30 joueurs choisis ; aux Golden Knights pour annoncer à la LNH qu'un contrat avec un agent libre a été signé (ce qui validera déjà le choix de Vegas du joueur à choisir pour cette franchise) ; à la LNH pour annoncer les joueurs qui ont été choisis par Vegas |

## Joueurs protégés
Comme pour les repêchages précédents, les équipes dans lesquelles Las Vegas vient sélectionner un membre ont la possibilité de protéger certains de leurs joueurs. Les 30 équipes existantes ont le choix entre deux formules : 1 gardien, 3 défenseurs et 7 attaquants (11 joueurs) ou 1 gardien et 8 joueurs de champ (9 membres).
Plusieurs règles dictent toutefois les choix des directeurs généraux. Les joueurs dont le contrat est assorti d'une clause de non-mouvement doivent figurer dans la liste de protection, sauf si un joueur accepte d'abandonner sa clause ou dont le contrat est racheté (il devient alors agent libre). Par contre, les joueurs à leur première ou deuxième saison dans la LNH sont automatiquement exclus de la liste et ne peuvent pas être choisis par Las Vegas. Idem pour les recrues sans contrat.

### Association de l'Est
En italique : joueurs devant être protégés pour raisons contractuelles,.
| Poste      | Boston           | Buffalo            | Détroit            | Floride            | Montréal               | Ottawa              | Tampa Bay             | Toronto            |
| ---------- | ---------------- | ------------------ | ------------------ | ------------------ | ---------------------- | ------------------- | --------------------- | ------------------ |
| Gardien    | Tuukka Rask      | Robin Lehner       | James Howard       | James Reimer       | Carey Price            | Craig Anderson      | Andreï Vassilevski    | Frederik Andersen  |
| Défenseurs | Zdeno Chára      | Nathan Beaulieu    | Daniel DeKeyser    | Keith Yandle       | Jeffrey Petry          | Dion Phaneuf        | Victor Hedman         | Connor Carrick     |
| Défenseurs | Torey Krug       | Jake McCabe        | Michael Green      | Aaron Ekblad       | Jordan Benn            | Cody Ceci           | Braydon Coburn        | Jake Gardiner      |
| Défenseurs | Kevan Miller     | Rasmus Ristolainen | Nick Jensen        | Alexander Petrovic | Shea Weber             | Erik Karlsson       | Anton Strålman        | Morgan Rielly      |
| Défenseurs |                  |                    | Mark Pysyk         |                    |                        |                     |                       |                    |
| Attaquants | David Backes     | Kyle Okposo        | Frans Nielsen      | Aleksander Barkov  | Paul Byron             | Derick Brassard     | Ryan Callahan         | Tyler Bozak        |
| Attaquants | Patrice Bergeron | Tyler Ennis        | Justin Abdelkader  | Nicholas Bjugstad  | Phillip Danault        | Ryan Dzingel        | Steven Stamkos        | Connor Brown       |
| Attaquants | David Krejčí     | Marcus Foligno     | Andreas Athanasiou | Jonathan Huberdeau | Jonathan Drouin        | Michael Hoffman     | Tyler Johnson         | Nazem Kadri        |
| Attaquants | Bradley Marchand | Zemgus Girgensons  | Anthony Mantha     | Vincent Trocheck   | Alexander Galchenyuk   | Jean-Gabriel Pageau | Alexander Killorn     | Leonid Komarov     |
| Attaquants | Riley Nash       | Evander Kane       | Gustav Nyquist     |                    | Brendan Gallagher      | Zachary Smith       | Nikita Koutcherov     | Joshua Leivo       |
| Attaquants | David Pastrňák   | Johan Larsson      | Tomáš Tatar        |                    | Maximillian Pacioretty | Mark Stone          | Vladislav Namestnikov | Matthew Martin     |
| Attaquants | Ryan Spooner     | Ryan O'Reilly      | Henrik Zetterberg  |                    | Andrew Shaw            | Kyle Turris         | Ondřej Palát          | James Van Riemsdyk |

| Poste      | Caroline            | Columbus           | New Jersey     | Islanders de New York | Rangers de New York | Philadelphie        | Pittsburgh        | Washington           |
| ---------- | ------------------- | ------------------ | -------------- | --------------------- | ------------------- | ------------------- | ----------------- | -------------------- |
| Gardien    | Scott Darling       | Sergueï Bobrovski  | Cory Schneider | Thomas Greiss         | Henrik Lundqvist    | Anthony Stolarz     | Matthew Murray    | Braden Holtby        |
| Défenseurs | Trevor Carrick      | Seth Jones         | Andrew Greene  | John Boychuk          | Marc Staal          | Shayne Gostisbehere | Kristopher Letang | John Carlson         |
| Défenseurs | Justin Faulk        | Ryan Murray        | John Moore     | Travis Hamonic        | Nick Holden         | Radko Gudas         | Brian Dumoulin    | Matthew Niskanen     |
| Défenseurs | Ryan Murphy         | David Savard       | Mirco Müller   | Nicholas Leddy        | Ryan McDonagh       | Brandon Manning     | Olli Määttä       | Dmitri Orlov         |
| Défenseurs |                     |                    | Damon Severson | Adam Pelech           |                     |                     | Justin Schultz    |                      |
| Défenseurs |                     |                    | Ryan Pulock    |                       |                     |                     |                   |                      |
| Attaquants | Jordan Staal        | Brandon Dubinsky   | Taylor Hall    | Andrew Ladd           | Derek Stepan        | Claude Giroux       | Sidney Crosby     | Nicklas Bäckström    |
| Attaquants | Phillip Di Giuseppe | Nicholas Foligno   | Adam Henrique  | John Tavares          | Kevin Hayes         | Valtteri Filppula   | Philip Kessel     | André Burakovsky     |
| Attaquants | Elias Lindholm      | Scott Hartnell     | Kyle Palmieri  | Anders Lee            | Christopher Kreider | Sean Couturier      | Ievgueni Malkine  | Lars Eller           |
| Attaquants | Brock McGinn        | Cameron Atkinson   | Travis Zajac   |                       | Jonathan Miller     | Scott Laughton      | Patric Hörnqvist  | Marcus Johansson     |
| Attaquants | Victor Rask         | Boone Jenner       |                |                       | Richard Nash        | Brayden Schenn      |                   | Ievgueni Kouznetsov  |
| Attaquants | Jeffrey Skinner     | Brandon Saad       |                |                       | Mika Zibanejad      | Wayne Simmonds      |                   | Aleksandr Ovetchkine |
| Attaquants | Teuvo Teräväinen    | Alexander Wennberg |                |                       | Mats Zuccarello     | Jakub Voráček       |                   | Thomas Wilson        |

### Association de l'Ouest
| Poste      | Chicago            | Colorado          | Dallas               | Minnesota           | Nashville        | Saint-Louis           | Winnipeg          |
| ---------- | ------------------ | ----------------- | -------------------- | ------------------- | ---------------- | --------------------- | ----------------- |
| Gardien    | Corey Crawford     | Semion Varlamov   | Benjamin Bishop      | Devan Dubnyk        | Pekka Rinne      | Jake Allen            | Connor Hellebuyck |
| Défenseurs | Duncan Keith       | Erik Johnson      | Stephen Johns        | Ryan Suter          | Mattias Ekholm   | Jay Bouwmeester       | Dustin Byfuglien  |
| Défenseurs | Brent Seabrook     | Tyson Barrie      | John Klingberg       | Jonas Brodin        | Ryan Ellis       | Joel Edmundson        | Tyler Myers       |
| Défenseurs | Niklas Hjalmarsson | Nikita Zadorov    | Esa Lindell          | Jared Spurgeon      | Roman Josi       | Alexander Pietrangelo | Jacob Trouba      |
| Défenseurs |                    |                   |                      | Pernell Karl Subban |                  |                       |                   |
| Attaquants | Artiom Anissimov   | Sven Andrighetto  | Jamie Benn           | Mikko Koivu         | Viktor Arvidsson | Patrik Berglund       | Joel Armia        |
| Attaquants | Marián Hossa       | Blake Comeau      | Jason Spezza         | Zachary Parisé      | Filip Forsberg   | Ryan Reaves           | Andrew Copp       |
| Attaquants | Patrick Kane       | Matthew Duchene   | Radek Faksa          | Jason Pominville    | Calle Järnkrok   | Jaden Schwartz        | Bryan Little      |
| Attaquants | Jonathan Toews     | Rocco Grimaldi    | Valeri Nitchouchkine | Charles Coyle       | Ryan Johansen    | Vladimír Sobotka      | Adam Lowry        |
| Attaquants | Ryan Hartman       | Gabriel Landeskog | Brett Ritchie        | Mikael Granlund     |                  | Paul Stastny          | Mathieu Perreault |
| Attaquants | Richard Pánik      | Nathan MacKinnon  | Antoine Roussel      | Nino Niederreiter   |                  | Alexander Steen       | Mark Scheifele    |
| Attaquants | Tomáš Jurčo        | Matthew Nieto     | Tyler Seguin         | Jason Zucker        |                  | Vladimir Tarassenko   | Blake Wheeler     |

| Poste      | Anaheim           | Arizona              | Calgary             | Edmonton            | Los Angeles    | San José            | Vancouver         |
| ---------- | ----------------- | -------------------- | ------------------- | ------------------- | -------------- | ------------------- | ----------------- |
| Gardien    | John Gibson       | Chad Johnson         | Mike Smith          | Cameron Talbot      | Jonathan Quick | Martin Jones        | Jacob Markström   |
| Défenseurs | Kevin Bieksa      | Alexander Goligoski  | Thomas James Brodie | Andrej Sekera       | Drew Doughty   | Justin Braun        | Alexander Edler   |
| Défenseurs | Cameron Fowler    | Oliver Ekman-Larsson | Mark Giordano       | Oscar Klefbom       | Derek Forbort  | Brent Burns         | Erik Gudbranson   |
| Défenseurs | Hampus Lindholm   | Connor Murphy        | Douglas Hamilton    | Adam Larsson        | Alec Martinez  | Marc-Édouard Vlasic | Christopher Tanev |
| Défenseurs |                   | Luke Schenn          |                     |                     | Jacob Muzzin   |                     |                   |
| Attaquants | Ryan Getzlaf      | Nick Cousins         | Mikael Backlund     | Milan Lucic         | Anže Kopitar   | Ryan Carpenter      | Loui Eriksson     |
| Attaquants | Ryan Kesler       | Anthony Duclair      | Samuel Bennett      | Leon Draisaitl      | Jeffrey Carter | Logan Couture       | Daniel Sedin      |
| Attaquants | Corey Perry       | Jordan Martinook     | Micheal Ferland     | Jordan Eberle       | Tanner Pearson | Jannik Hansen       | Henrik Sedin      |
| Attaquants | Andrew Cogliano   | Tobias Rieder        | Michael Frolík      | Zack Kassian        | Tyler Toffoli  | Tomáš Hertl         | Sven Bärtschi     |
| Attaquants | Rickard Rakell    |                      | John Gaudreau       | Mark Letestu        |                | Melker Karlsson     | Markus Granlund   |
| Attaquants | Jakob Silfverberg |                      | Curtis Lazar        | Patrick Maroon      |                | Joseph Pavelski     | Bowie Horvat      |
| Attaquants | Antoine Vermette  |                      | Sean Monahan        | Ryan Nugent-Hopkins |                | Chris Tierney       | Brandon Sutter    |

### Exceptions
- Les joueurs suivants ont accepté de lever leur clause de non-mouvement et ne sont donc plus obligatoirement protégés :
  - Marc-André Fleury (Penguins de Pittsburgh)[7]
  - Tobias Enström (Jets de Winnipeg)[8]

- Les joueurs suivants possédaient une clause de non-mouvement mais leur contrat a été racheté et ils sont donc devenus agents libres :
  - Daniel Girardi (Rangers de New York)[9]
  - François Beauchemin (Avalanche du Colorado)[10]

### Protection automatique à cause d'une blessure
Selon le règlement, les joueurs blessés de longue date et qui risquent de ne plus rejouer dans la LNH ne peuvent pas être sélectionnés par Vegas. D'entente avec l'Association des joueurs, la ligue publie la liste des joueurs suivants, :
- David Bolland (Coyotes de l'Arizona)
- Craig Cunningham (Coyotes de l'Arizona)
- Christopher Pronger (Coyotes de l'Arizona)
- Cody McCormick (Sabres de Buffalo)
- David Clarkson (Blue Jackets de Columbus)
- Johan Franzén (Red Wings de Détroit)
- Joseph Vitale (Red Wings de Détroit)
- Ryane Clowe (Devils du New Jersey)
- Mikhail Hrabowski (Islanders de New York)
- Pascal Dupuis (Penguins de Pittsburgh)
- Nathan Horton (Maple Leafs de Toronto)
- Stéphane Robidas (Maple Leafs de Toronto)

## Le repêchage
| Ordre de sélection | Joueur                        | Repêché de                |
| ------------------ | ----------------------------- | ------------------------- |
| 1                  | Calvin Pickard (G)            | Avalanche du Colorado     |
| 2                  | Luca Sbisa (D)                | Canucks de Vancouver      |
| 3                  | Teemu Pulkkinen (AG)          | Coyotes de l'Arizona      |
| 4                  | Jonathon Merrill (D)          | Devils du New Jersey      |
| 5                  | William Carrier (AG)          | Sabres de Buffalo         |
| 6                  | Cody Eakin (C)                | Stars de Dallas           |
| 7                  | Tomáš Nosek (AG)              | Red Wings de Détroit      |
| 8                  | Jonathan Marchessault (C)     | Panthers de la Floride    |
| 9                  | Brayden McNabb (D)            | Kings de Los Angeles      |
| 10                 | Connor Brickley (C)           | Hurricanes de la Caroline |
| 11                 | Chris Thorburn (AD)           | Jets de Winnipeg          |
| 12                 | Pierre-Édouard Bellemare (AD) | Flyers de Philadelphie    |
| 13                 | Jason Garrison (D)            | Lightning de Tampa Bay    |
| 14                 | Jean-François Bérubé (G)      | Islanders de New York     |
| 15                 | James Neal (AG)               | Predators de Nashville    |
| 16                 | Deryk Engelland (D)           | Flames de Calgary         |
| 17                 | Brendan Leipsic (AG)          | Maple Leafs de Toronto    |
| 18                 | Colin Miller (D)              | Bruins de Boston          |
| 19                 | Marc Methot (D)               | Sénateurs d'Ottawa        |
| 20                 | David Schlemko (D)            | Sharks de San José        |
| 21                 | David Perron (AG)             | Blues de Saint-Louis      |
| 22                 | Oscar Lindberg (C)            | Rangers de New York       |
| 23                 | Griffin Reinhart (D)          | Oilers d'Edmonton         |
| 24                 | Alekseï Iemeline (D)          | Canadiens de Montréal     |
| 25                 | Clayton Stoner (D)            | Ducks d'Anaheim           |
| 26                 | Erik Haula (C)                | Wild du Minnesota         |
| 27                 | William Karlsson (C)          | Blue Jackets de Columbus  |
| 28                 | Trevor Van Riemsdyk (D)       | Blackhawks de Chicago     |
| 29                 | Marc-André Fleury (G)         | Penguins de Pittsburgh    |
| 30                 | Nathan Schmidt (D)            | Capitals de Washington    |

### Transactions liées au repêchage
Le jour du repêchage d'expansion, les Golden Knights annoncent que plusieurs transactions ont été effectuées avec d'autres équipes du circuit :
- Pour s'assurer que Vegas repêche William Carrier, les Sabres de Buffalo lui offrent leur choix de sixième tour au repêchage 2017.
- Pour s'assurer que Vegas repêche Jonathan Marchessault, les Panthers de la Floride échangent l'attaquant Reilly Smith en retour d'un choix de quatrième tour au repêchage 2018.
- Pour s'assurer que Vegas repêche Connor Brickley, les Hurricanes de la Caroline lui offre leur choix de cinquième tour au repêchage 2017. Un choix appartenant précédemment aux Bruins de Boston.
- Pour s'assurer que Vegas repêche Chris Thorburn, les Jets de Winnipeg échangent leur choix de premier tour au repêchage 2017 et de troisième tour en 2019. Les Golden Knights envoient en retour leur choix de premier tour en 2017 (choix appartenant originellement aux Blue Jackets de Columbus).
- Pour s'assurer que Vegas repêche Jason Garrison, le Lightning de Tampa Bay offre Nikita Goussev, un choix de deuxième tour au repêchage 2017 et de quatrième tour à celui de 2018 (le choix des Penguins de Pittsburgh).
- Pour s'assurer que Vegas repêche Jean-François Bérubé, les Islanders de New York offrent l'attaquant Mikhail Hrabowski, le défenseur Jacob Bischoff, un choix de premier tour au repêchage 2017 et de deuxième tour en 2019.
- Pour s'assurer que Vegas repêche Clayton Stoner, les Ducks d'Anaheim offrent aux Golden Knights le défenseur Shea Theodore.
- Pour s'assurer que Vegas repêche Erik Haula, le Wild du Minnesota échange Alex Tuch contre un choix de troisième tour au repêchage de 2017 ou 2018.
- Pour s'assurer que Vegas repêche William Karlsson, les Blue Jackets de Columbus offrent David Clarkson, un choix de premier tour en 2017 et de second tour en 2019.
- Pour s'assurer que Vegas repêche Marc-André Fleury, les Penguins de Pittsburgh lui offrent un choix de deuxième tour au repêchage 2020.

### Transactions après le repêchage
Malgré le repêchage des 30 joueurs le 21 juin, les Golden Knights se départent ou perdent plusieurs joueurs avant le début de la saison :
- Ils envoient le défenseur Trevor Van Riemsdyk et un choix de septième tour en 2018 aux Hurricanes de la Caroline, en retour d'un choix de deuxième tour en 2017 (précédemment acquis de Pittsburgh).
- Ils envoient le défenseur David Schlemko aux Canadiens de Montréal en retour d'un choix de cinquième tour en 2019.
- Ils envoient le défenseur Marc Methot aux Stars de Dallas, en retour d'un choix de deuxième tour en 2020 et du gardien recrue Dylan Ferguson (en).
- Ils envoient le défenseur Alekseï Iemeline aux Predators de Nashville en retour d'un choix de troisième tour en 2019.
- Le gardien de but Jean-François Bérubé est mis sous contrat par les Blackhawks de Chicago à titre d'agent libre.
- L'ailier Chris Thorburn est mis sous contrat par les Blues de Saint-Louis à titre d'agent libre.
- Ils envoient le gardien Calvin Pickard aux Maple Leafs de Toronto en retour de Tobias Lindberg (en) et d'un choix de sixième tour en 2018.